# Sucka Free
Sucka Free е миксирана лента на американско-тринидадската рапърка и певица Ники Минаж. Издадена е на 12 април 2008 г.

## История
След като Минаж издала първата си миксирана лента Playtime Is Over тя подписала договор с Лил Уейн. Тоя я забелязъл след като тя участвала в DVD сериите The Come Up.

## Списък с песни
1. President Carter Speaks
2. Sunshine (с участието на Лил Уейн)
3. Set It Off
4. Braat (с участието на Ransom)
5. Higher Than a Kite (с участието на Лил Уейн)
6. Grindin
7. Curious George
8. Sucka Free '08 (с участието на Лил Уейн)
9. Baddest Bitch
10. Wanna Minaj? (с участието на Лил Ким и Гучи Мейн)
11. Doin It Well (с участието на Джадакис)
12. Cuchi Shop
13. Hundred Million Dollaz (с участието на Лил Уейн)
14. Young Money Ballaz (с участието на Лил Уейн)
15. Sweetest Girl
16. Firm Biz 08 (с участието на Джадакис)
17. Dead Wrong
18. Long Time Comin' (с участието на Рансъм)
19. Womp Womp
20. Who's Ya Best MC?
21. Autobiography
22. President Carter Sings Off
23. Lollipop
24. Biggest Freak